# أسكود

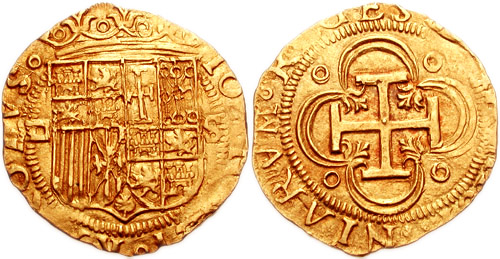
خوانا الأولى وشارلكان

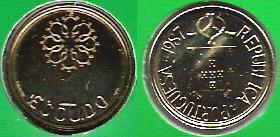

الأسكود ( تعني في البرتغالية : الدرع) هي عملة استخدمت تاريخيًا في البرتغال ومستعمراتها في أمريكة الجنوبية وآسيا وإفريقيا.